# 托鲁维亚
托鲁维亚，是西班牙卡斯蒂利亚-拉曼恰瓜达拉哈拉省的一个市镇。总面积28平方公里，总人口41人（2001年），人口密度1人/平方公里。